# دالي سميث
دالي سميث (بالإنجليزية: Dale Smith)‏ هو ناقد أمريكي، ولد في 1967 في تكساس في الولايات المتحدة.